# Ivana Popovic
Ivana Popovic (ur. 19 września 2000 w Sydney) – australijska tenisistka.

## Kariera tenisowa
W karierze wygrała jeden turniej deblowy rangi ITF. 10 sierpnia 2020 zajmowała najwyższe miejsce w rankingu singlowym WTA Tour – 354. pozycję, natomiast 25 października 2021 osiągnęła najwyższą lokatę w deblu – 257. miejsce.
W 2021 roku zadebiutowała w turnieju głównym zawodów wielkoszlemowych, przegrywając w pierwszych rundach gry podwójnej i gry mieszanej podczas Australian Open.

## Wygrane turnieje rangi ITF
| turnieje z pulą nagród 100 000 $ |
| turnieje z pulą nagród 80 000 $  |
| turnieje z pulą nagród 60 000 $  |
| turnieje z pulą nagród 25 000 $  |
| turnieje z pulą nagród 15 000 $  |
| turnieje z pulą nagród 10 000 $  |

### Gra podwójna
|    | Data       | Turniej       | Naw.    | Partnerka     | Przeciwniczki                                 | Wynik       |
| 1. | 21/07/2019 | Aschaffenburg | Ceglana | Tatiana Pieri | Irene Burillo Escorihuela Despina Papamichail | 7:6(5), 6:4 |